# Левина, Хана
Хана Левина (16 декабря 1897, Ромны — 1985, Израиль) — израильский общественный деятель.

## Биография
Родилась в Ромнах в семье Арье Когана и Элки Ривлин. Училась в Одесской консерватории. В 1923 вместе с родителями эмигрировала в Эрец-Исраэль.
Была председателем женской сионистской организации Ришон-ле-Циона. Член директората WIZO в Израиле. Член правления Всемирного WIZO.
Одна из первых в Эрец-Исраэль женщин-офицеров британской армии. Во время Войны за независимость Израиля — майор, главный офицер по мобилизации женщин.
В 1956 была избрана мэром Ришон-ле-Циона, став первой женщиной на этом посту в истории государства. Она занимала эту должность до 1959.